# Lasiochila monticola
Lasiochila monticola là một loài bọ cánh cứng trong họ Chrysomelidae. Loài này được Chen & Yu miêu tả khoa học năm 1964.